# حورمغان (کلیبر)
حورمُغان یا حورمغان سفلی یکی از روستاهای استان آذربایجان شرقی است که در دهستان پیغان‌چایی بخش مرکزی شهرستان کلیبر واقع شده‌است.
حورمغان ناحیه‌ای است کوهستانی معتدل دارای ۲۱۶ تن سکنه می‌باشد. از چشمه مشروب می‌شود. محصولاتش غلات. اهالی به کشاورزی و گله‌داری گذران می‌کنند. از صنایع دستی آن گلیم بافی و راه آن مالرو است. در دو محل بفاصلهٔ یک هزارگزی بنام حورمغان بالا و پائین مشهور است. سکنهٔ حورمغان بالا ۱۷۵ تن می‌باشد.